# Till Steinforth
Till Steinforth (Magdeburgo, 11 giugno 2002) è un multiplista tedesco.

## Palmarès
| Anno | Manifestazione  | Sede      | Evento    | Risultato | Prestazione | Note             |
| ---- | --------------- | --------- | --------- | --------- | ----------- | ---------------- |
| 2025 | Europei indoor  | Apeldoorn | Eptathlon | Bronzo    | 6388 p.     | Record nazionale |
| 2025 | Mondiali indoor | Nanchino  | Eptathlon | Bronzo    | 6275 p.     |                  |